# Режим аскетизма
«Режим аскетизма» (ивр. משטר הצנע‎ мишта́р це́на; также ивр. מדיניות הקיצוב‎ — политика квот) — период политики жёсткой экономии в истории Израиля в 1949—1959 годах.

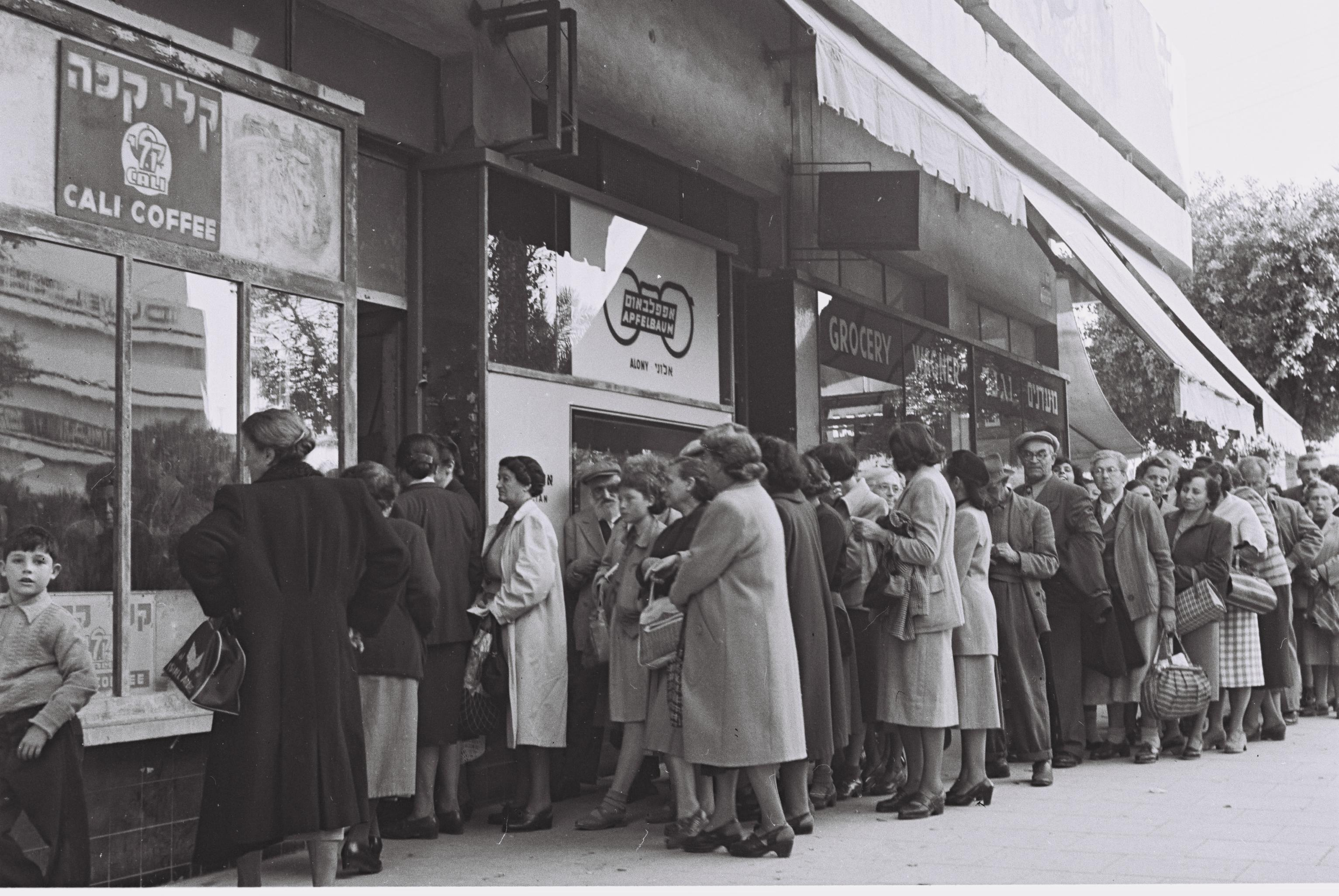
Очередь за продуктами по карточкам в Тель-Авиве, 1954 год

## Предыстория
Из-за войны за независимость и необходимости принимать сотни тысяч репатриантов, молодой Израиль столкнулся с экономическим кризисом: огромная доля госбюджета уходила на оборонные нужды (например, в 1952 году — 37 %), дефицит бюджета, высокая инфляция, десятипроцентная безработица.
Сельское хозяйство обеспечивало лишь около половины потребностей в продуктах питания, а доходы от экспорта покрывали не более 30 % от расходов на импорт наиболее важных продуктов и промышленных товаров (основная масса импортно-экспортных операций и поставок продовольствия осуществлялась непосредственно государством).

## Меры

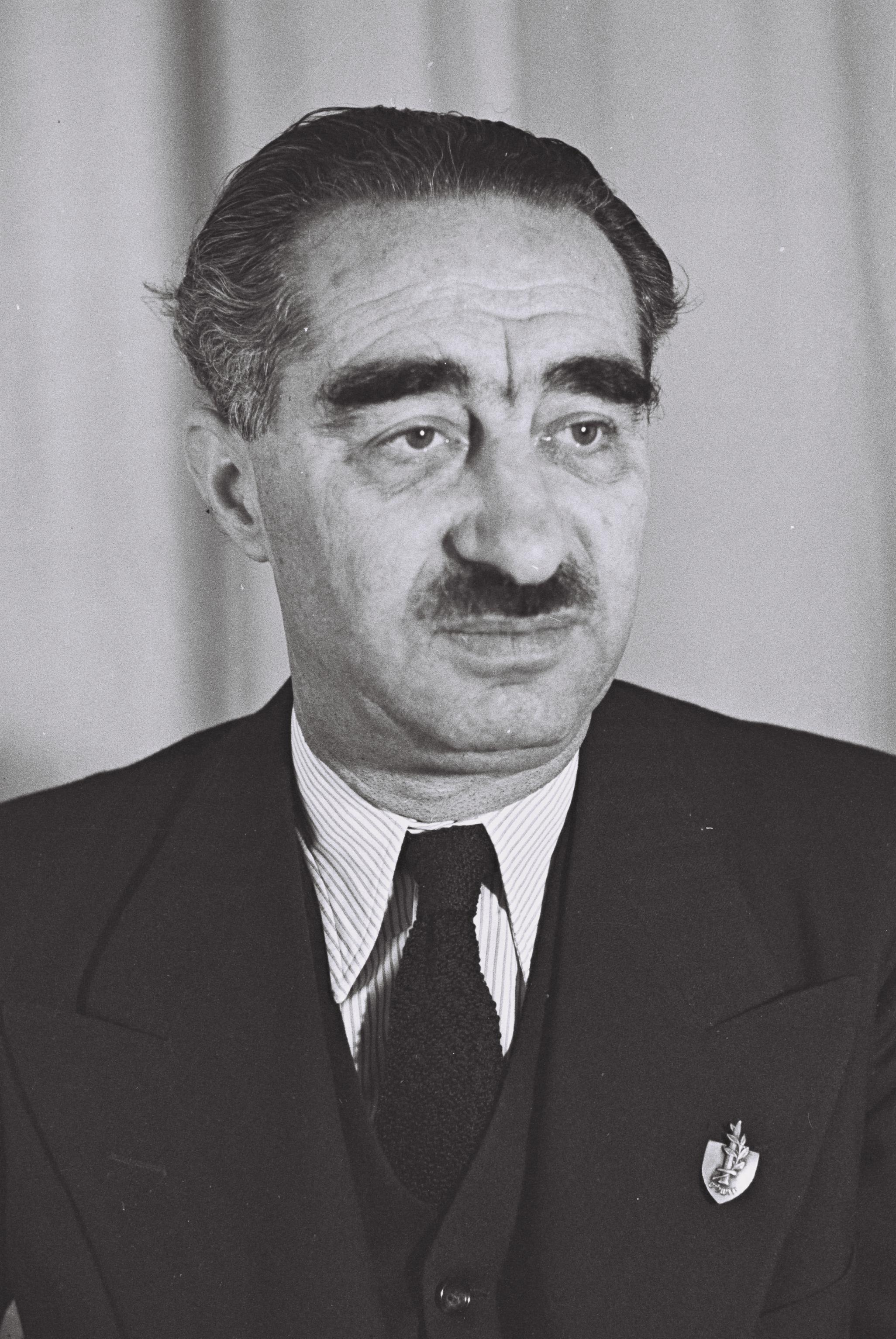
Дов Йосеф, министр снабжения и распределения

В качестве главной антикризисной меры в мае-июне 1949 года был установлен так называемый «Режим аскетизма» — карточное распределение основных продуктов питания. По расчётам правительства, нормирование потребления должно было уменьшить расходы госбюджета на 20 %. В начале 1950 года были введены карточки на одежду и некоторые другие товары первой необходимости. Основным инициатором программы считается Министр снабжения и распределения Дов Йосеф.
Государственный контроль или даже прямое управление затрагивали все области экономической деятельности.
Реальная эффективность государственного распределения оказалось значительно ниже планируемой, трудности со снабжением продовольствием начали ощущаться уже к концу 1949 года, административные меры по борьбе с «чёрным рынком» не принесли ощутимых результатов.

## Карточная система

Карточки на продовольствие, 1949 год

Правительство объявило о введении карточной системы (нормировании основных продуктов питания) весной 1949 года. Сначала были введены продуктовые карточки, позже ограничения коснулись приобретения одежды, обуви, предметов домашнего обихода и мебели. Начался период карточной системы обеспечения, известный как «ткуфат цена».
Нормы продуктов питания на одного человека в начале введения режима экономии:
| Дневные нормы потребления                                                    | Месячные нормы потребления                                                                |
| ---------------------------------------------------------------------------- | ----------------------------------------------------------------------------------------- |
| - хлеб — 350 грамм; - мука — 60 грамм; - сахар — 58 грамм; - рис — 17 грамм. | - яйца — 12 штук; - творог — 200 грамм; - картофель — 3,5 килограмма; - мясо — 750 грамм. |

## Отмена
Поэтапная отмена карточной системы началась в 1952 году.
В 1953 году были отменены карточки на большинство нормированных продуктов питания.
Подписанное в 1952 году соглашение о выплате репараций из Германии, девальвация лиры и другие меры позволили Израилю выправить экономическую ситуацию.
К 1954 году сельское хозяйство страны полностью удовлетворяло потребности населения в продуктах питания.